# Chvalčov

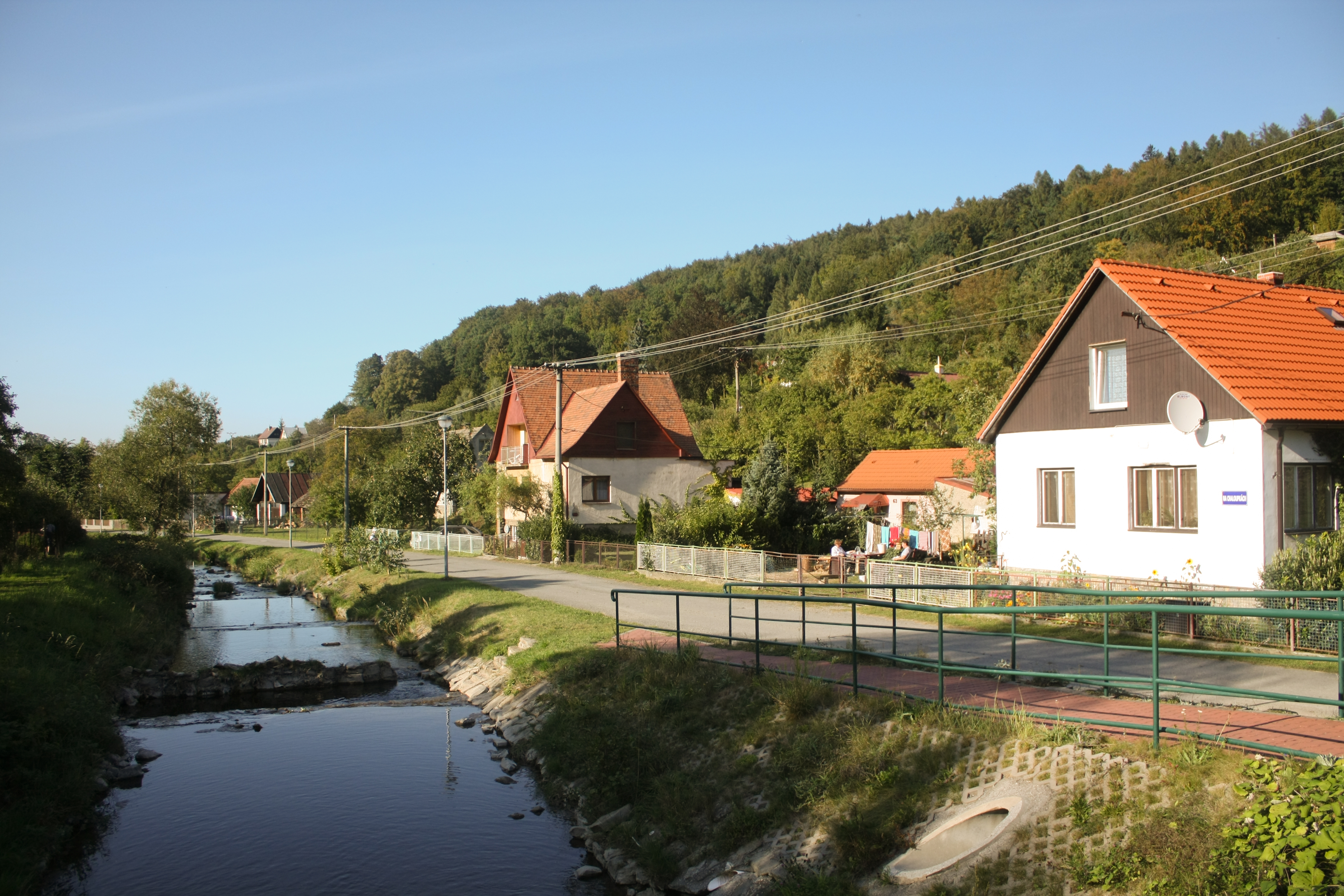
Chvalčov (2011)

Chvalčov (deutsch Chwaltschow, früher Chwalczow) ist eine Gemeinde in Tschechien. Sie liegt drei Kilometer südöstlich von Bystřice pod Hostýnem und gehört zum Okres Kroměříž.

## Geographie
Chvalčov erstreckt sich am nördlichen Fuße der Hosteiner Berge am Rande der Podbeskydská pahorkatina (Vorbeskidenhügelland) im Tal des Flüsschens Bystřička. Das Dorf liegt am Rande des Naturparks Hostýnské vrchy. Nördlich verläuft die Bahnstrecke Hulín–Valašské Meziříčí, die nächste Bahnstation Loukov liegt zweieinhalb Kilometer nördlich des Dorfes. Im Norden erhebt sich der Kozinec (479 m), nordöstlich der Kelčský Javorník (865 m), im Osten der Javorník (799 m), südöstlich der Hadí Kopec (600 m), die Goralica (716 m), Čerňava (844 m), Smrdutá (750 m) und der Obřany (704 m), im Süden der Skalný (708 m) und Hostýn (734 m) sowie südwestlich die Bedlina (455 m).
Nachbarorte sind Nový Dvůr, Libosváry, V Revíře und Loukov im Norden, Rajnochovice, Rosošné und Košovy im Osten, Vičanov, Tesák und Na Valaškách im Südosten, Na Pasekách, Hostýn und Rusava im Süden, Slavkov pod Hostýnem und Lázně im Südwesten, Vinohrádek im Westen sowie Chvalčova Lhota und Mrlínek im Nordwesten.
Chvalčov bildet mit Chvalčova Lhota und Bystřice pod Hostýnem ein geschlossenes Bebauungsgebiet.

## Geschichte
Chvalčov liegt am Fuße des Hostýn, dessen Besiedlung sich durch archäologische Funde seit dem Jungpaläolithikum nachweisen lässt. In der Keltenzeit entstanden auf dem Berg mächtige Befestigungsanlagen mit Wällen. Während des Einfalls der Goldenen Horde sollen den Legenden nach die Bewohner der Gegend 1241 auf den Hostýn geflüchtet sein.
Die erste schriftliche Erwähnung von Chwalzow erfolgte 1369 in der Brünner Landtafel im Zusammenhang mit dem Verkauf des zur Burg Obřany gehörigen Dorfes Lhotka durch Boček I. von Podiebrad an Heralt von Bučovice. Im Jahre 1447 wurde der Ort als Chwaliczow bezeichnet und gehörte zur Herrschaft Bystřice. 1555 erwarb Přemek von Víckov die Herrschaft mit allem Zubehör. Ihn beerbte zunächst Wilhelm von Víckov, dann dessen Schwester Bohunka. Sie übertrug den Besitz 1613 an ihren Mann Václav Bítovský von Bítov. Dieser floh nach der Schlacht am Weißen Berg aus Mähren und wurde 1622 in Abwesenheit zum Verlust des Halses, der Ehre und der Güter verurteilt. Neuer Besitzer der Herrschaft wurde Zdeněk Vojtěch von Lobkowicz, dessen Sohn sie 1650 an Johann Anton von Rottal verkaufte. Dieser vereinigte sie mit Holešov zu einer großen Herrschaft. Während des Dreißigjährigen Krieges wurde die Gegend zunächst von den Schweden verwüstet; nach deren Abzug kam es in der angrenzenden Walachei zum Aufstand gegen die Rekatholisierung. Infolgedessen setzte der Niedergang der ganzen Gegend ein. Im Inventar der Herrschaft Bystřice sind 1674 für Chwalcžowa Lhotta und Chwalcžow insgesamt 35 Anwesen ausgewiesen, von denen vier wüst lagen. Die Bewohner beider Orte waren zu Frondiensten im herrschaftlichen Hopfengarten in Prusinovice verpflichtet. Im Jahre 1763 erlosch das Geschlecht der Grafen von Rottal im Mannesstamme; bei der Aufteilung der Herrschaft Holešov-Bystřice unter den Erben wurde Chwalcžow wieder nach Bystřice untertänig. 1789 ging der Besitz an Franz Anton von Rottals Schwiegersohn Graf della Rovere di Monte l´Abbate über und 1804 erbte dessen Neffe, Johann Nepomuk Graf von Wengerský, die Herrschaft. Das älteste Ortssiegel stammt von 1820, es trägt die Umschrift PECZET  OBCZE  LHOTI A CHWALCZOWSKI. Zu dieser Zeit bestand der Ort aus 52 Anwesen. Ab 1827 gehörte die Herrschaft Bystřice den Grafen Laudon. 1845 wurde das Dorf als Chwalcžowa bezeichnet. Bis zur Mitte des 19. Jahrhunderts blieb das Dorf immer nach Bystřice untertänig.
Nach der Aufhebung der Patrimonialherrschaften bildete Chwalcžowa / Chwalczow ab 1850 eine Gemeinde in der Bezirkshauptmannschaft Holleschau. Der heutige Ortsname Chvalčov ist seit 1872 gebräuchlich. Zwischen 1886 und 1888 entstand nördlich des Dorfes die Eisenbahnstrecke von Bystřice pod Hostýnem nach Valašské Meziříčí. Am 19. August 1951 erfolgte die Eingemeindung von Chvalčova Lhota. Nach der Aufhebung des Okres Holešov wurde die Gemeinde 1960 dem Okres Kroměříž zugeordnet. Im Jahre 1976 wurde Chvalčov nach Bystřice pod Hostýnem eingemeindet. Seit dem 28. Februar 1990 besteht die Gemeinde wieder. Im Jahre 2009 wurde die Turnhalle eingeweiht.
In Chvalčov befindet sich neben Doubí und Medlánky eines der drei tschechischen SOS-Kinderdörfer.

## Wappen
Chvalčov führt ein Wappen und Banner. Es zeigt auf blauem Grund einen silbernen Dreiberg, der die den Ort umgebenden Berge Javorník, Obřany und Svatý Hostýn symbolisiert. Die blaue Farbe steht dabei sowohl für das Flüsschen Bystřička als auch für die Jungfrau Maria. Die Lilie stellt die Jungfräulichkeit Mariens dar. Im unteren Feld symbolisieren zwei rote Balken die Orte Chvalčov und Chvalčova Lhota.

## Ortsgliederung
Für die Gemeinde Chvalčov sind keine Ortsteile ausgewiesen. Zu Chvalčov gehören die Ansiedlungen Chvalčova Lhota und Lázně.

## Sehenswürdigkeiten
- Berg Hostýn mit Wallfahrtskirche der Jungfrau Maria
- Ruine der Burg Obřany
- Naturdenkmal Na Jančicích
- Kapelle auf dem Dorfanger
- Naturlehrpfad Chodník Masarykových
- Naturschutzgebiete Smrdutá und Pod Kozincem